# Strada statale 32 (Polonia)
La strada statale 32 (sigla DK 32, in polacco droga krajowa 32) è una strada statale polacca che attraversa il Paese da Gubinek a Stęszew.